# Доллар Новой Шотландии
Доллар Новой Шотландии — бывшая денежная единица канадской провинции Новая Шотландия. Был введён в 1860 году, заменив фунт Новой Шотландии по курсу 5 долларов = 1 фунт (1 доллар = 4 шиллинга), и, следовательно, стоил меньше, чем канадский доллар (1.3 доллара = 4 шиллинга). Доллар Новой Шотландии был заменен канадским долларом в 1871 году по курсу 73 канадских цента = 75 центов Новой Шотландии, что позволило сохранить разницу между двумя валютами, установленную в 1860 году.

## Монеты
Между 1861 и 1864 годами были выпущены бронзовые монеты достоинством в ½ и 1 цент. Это были единственные монеты, выпущенные для доллара Новой Шотландии.

## Банкноты
Между 1861 и 1866 годами правительство провинции ввело казначейские банкноты номиналом 5 долларов. Банкноты предназначались для местного обращения. Банкноты 1866 года имели надпись «Подлежит оплате только в Галифаксе». Кроме того, в Новой Шотландии бумажные деньги выпускали три чартерных банка: Bank of Nova Scotia, Halifax Banking Company и Merchants Bank of Halifax. Все частные банки выпускали банкноты одного достоинства — 20 долларов. Позже они выпускали банкноты в канадских долларах.